# Rue du Marché-des-Blancs-Manteaux
Rue du Marché-des-Blancs-Manteaux je ulice v Paříži v historické čtvrti Marais. Nachází se ve 4. obvodu. Nese název bývalé tržnice Blancs-Manteaux, která se v ulici nacházela.

## Poloha
Ulice vede od křižovatky s Rue des Hospitalières-Saint-Gervais a končí na křižovatce s Rue Vieille-du-Temple.

## Historie
Ve 13. století se v severní části ulice nacházela brána městských hradeb, které nechal vybudovat Filip II. August.
V roce 1811 bylo rozhodnuto zřídit zde tržnici. Dne 21. března 1813 císař Napoleon podepsal dekret. Pro usnadnění provozu kolem tržnice vznikly nové ulice – Rue des Hospitalières-Saint-Gervais a Rue du Marché-des-Blancs-Manteaux. Ulice vedly podél dvou bočních fasád tržnice. Ulice byla otevřena vyhláškou ze dne 23. července 1817.

## Zajímavé objekty
- Hôtel de Noirat – palác ze 17. století zbořený v roce 1939
- Marché des Blancs-Manteaux – bývalá tržnice na severní straně ulice